# Куортті
Куортті (фін. Kuortti) — село в Фінляндії, входить до складу волості Пертунмаа, повіту Південна Савонія.